# Selinum uliginosum
Selinum uliginosum är en flockblommig växtart som beskrevs av Heinrich Friedrich Link och Ernst Gottlieb von Steudel. Selinum uliginosum ingår i släktet krusfrön, och familjen flockblommiga växter. Inga underarter finns listade i Catalogue of Life.